# Aaptos laxosuberites
Aaptos laxosuberites là một loài động vật thân lỗ thuộc họ Suberitidae. Loài này được mô tả năm 1902.